# Rhinogobius parvus
Rhinogobius parvus är en fiskart som först beskrevs av Luo, 1989.  Rhinogobius parvus ingår i släktet Rhinogobius och familjen smörbultsfiskar. Inga underarter finns listade i Catalogue of Life.